# TeamOn
TeamOn（チームオン）とは、株式会社フレクションコンサルティングが提供するクラウド型のグループウェアである。スケジュール管理だけでなく、タスク(ToDo)共有、メッセージのやり取り、ファイル共有とインフォボード(掲示板)で情報共有が可能である。

## 機能
スケジュール管理
社内外にあるチームメンバーのスケジュールや予定表の共有と管理が可能
タスク(ToDo)共有
チームのメンバーとメッセージの会話を行いながら、タスク(ToDo)管理が可能
チャットツール
メッセージのやり取りや、ファイル共有可能のグループチャット機能がある。
インフォボード(掲示板)
社内情報共有や周知できる掲示板機能がある